# No Body is perfect – Das Nacktexperiment
No Body is perfect – Das Nacktexperiment (Arbeitstitel: Mein neues Ich) war eine Doku-Soap von Tresor TV, bei der sich jeweils drei Kandidaten pro Folge mit ihrer Körperwahrnehmung auseinandersetzten. Unterstützt wurden sie von nackten Coaches. Die Änderung der Körperwahrnehmung innerhalb von vier Tagen wurde per Fragebogen ermittelt. Alle Teilnehmer erzielten eine positivere Körperwahrnehmung.
Vorbild der Show war das englische Fernsehformat Naked Beach.

## Konzept
Das Konzept geht zurück auf eine Studie des Londoner Sozialpsychologen Keon West, die herausfand, dass die Auseinandersetzung mit normalen, nackten Körpern aller Formen und Größen das Selbstbewusstsein innerhalb kurzer Zeit deutlich steigert.
Für das Umfeld der nackten Körper sorgen die Coaches, die sich den Teilnehmer von Anfang an nur in einem etwas breiteren String und mit farbigem Bodypainting bemalt zeigen und zuletzt völlig nackt.
Ziel des viertägigen Projekts ist es, dass die Teilnehmer ihre Körper so annehmen, wie sie sind. Den Teilnehmern wird dazu ein Test am Anfang und am Ende des Experiments vorgelegt, mit dem ihre Körperwahrnehmung (Body Image) mit Werten von 0 bis 10 ermittelt wird.

## Ablauf
Den Teilnehmern wird vorab nichts über den Ablauf des Projekts mitgeteilt (Denn es steht zu erwarten, dass sie sich anhand ihres negativen Körperbildes sonst nicht daran beteiligen würden). Von der Nacktheit der Coaches werden sie überrascht.
Die Coaches bilden:
- Paula Lambert, Sex-Expertin, Autorin und TV-Moderatorin
- Silvana Denker, Fotografin, Curvy-Model und BodyLove-Aktivistin
- Sandra Wurster, Tanzpädagogin und Autorin
- Daniel Schneider, Plus-Size-Model

Die Diplom-Psychologin Karin Krümmel führt mit den Teilnehmern das Ausfüllen der Fragebogen durch und wird mit Kommentaren zum Geschehen eingeblendet.
Im Verlauf erhalten die Teilnehmer Aufgaben:
- Ganzkörperspiegel: Dieser Konfrontationstherapie haben sich die Teilnehmer vom ersten Tag an zu stellen. Jeden Abend sollen sie sich 20 Minuten nackt vor dem Ganzkörperspiegel betrachten und drei Eigenschaften an sich finden, die sie mögen und drei, die sie nicht mögen.

- Sport: Am 2. Tag sollen die Teilnehmer ihre Körper spüren und am Strand Sport treiben, z. B. mit Springseil, Trampolin, Hula-Hoop-Reifen o. a.

- Fotoshooting: Silvana Denker macht von den Teilnehmern Aufnahmen in Badekleidung oder beim Sport. Dies findet in der Regel am 2. Tag statt.

- Soziale Interaktion: Die Teilnehmer machen in einer Gruppe Sport, tanzen mit anderen, Fotos von ihnen werden von anderen positiv kommentiert o. a.

- Bodypainting: Am 3. Tag erhalten die Teilnehmer die Aufgabe, sich ähnlich wie die Coaches nur mit Höschen und Bodypainting zu zeigen.

- Handtuch Challenge: Am 4. Tag wählt jeder Teilnehmer einen Coach. Beide treten sich nur mit einem Handtuch verhüllt gegenüber, spannen dann die Handtücher seitlich auf, um sich vor den Blicken der Zuschauer abzuschirmen und stehen sich 5 Minuten nackt gegenüber. Der Coach teilt mit, was er Positives am Gegenüber sieht.

- Naked Beach: Die finale Aufgabe sieht vor, dass sich die Teilnehmer am Nacktstrand von Mykonos den nackten Coaches so unbekleidet zeigen, wie sie es nunmehr können: Mit Bikini oder Badehose, oben ohne im Bikini oder ganz nackt.

## Ergebnis
| Folge | Alter | Teilnehmer        | Body-Image-Wert | Body-Image-Wert |
| Folge | Alter | Teilnehmer        | Vorher          | Nachher         |
| ----- | ----- | ----------------- | --------------- | --------------- |
| 1     | 29    | Patrick Berthold  | 2               | 7               |
| 1     | 47    | Stephanie Hofmann | 5               | 9               |
| 1     | 20    | Tatjana Hüls      | 1               | 4               |
| 2     | 50    | Monika Kintzel    | 2               | 9               |
| 2     | 47    | Martin Schliepat  | 0               | 6               |
| 2     | 34    | Tanja H.          | 3               | 9               |
| 3     | 27    | Francis Jaschek   | 4               | 8               |
| 3     | 32    | Nadine Kirsten    | 3               | 9               |
| 3     | 38    | Anna Hirsch       | 3               | 8               |
| 4     | 27    | Milana            | 3               | 8               |
| 4     | 29    | Markus Trott      | 3               | 5               |
| 4     | 52    | Antje             | 6               | 8               |

## Produktion
Wie bei dem Original Naked Beach wurde auf der Insel Mykonos (Griechenland) gedreht. Pro Folge standen 4 Drehtage zur Verfügung.

## Kritiken
„Warum diese Nackt-Show schon jetzt zu Tränen rührt? Zum einen wegen der sehr emotionalen Geschichten und Lebenswege der Kandidaten. Zum anderen, weil sie aufzeigt, dass sich niemand für sich und seinen Körper schämen muss.“

„Danke für diese TV-Revolution!“

„Danke, dass es die Privaten gibt! Warum das ‚Nacktexperiment‘ auf Sat.1 geradezu ein heroischer Akt ist.“

## Ausstrahlungen
Neben der TV-Erstausstrahlung montags zur Prime Time auf Sat.1 konnte man bereits über die Mediathek von Joyn die nachfolgende Folge anschauen.
Das Format wurde nach der 3. Folge aufgrund des für den Sender zu geringem Zuschauerinteresses abgesetzt. Die 4. Folge war am Weltfrauentag 2020 zusammen mit den ersten drei Folgen auf Sixx zu sehen.

## Einschaltquoten
| Einschaltquoten | Einschaltquoten     | Einschaltquoten | Einschaltquoten           | Einschaltquoten         | Einschaltquoten                  | Einschaltquoten                | Einschaltquoten |
| Folge           | Ausstrahlung (2020) | Sender          | Zuschauerzahl ab 3 Jahren | Marktanteil ab 3 Jahren | Zuschauerzahl 14- bis 49-Jährige | Marktanteil 14- bis 49-Jährige | Quelle          |
| --------------- | ------------------- | --------------- | ------------------------- | ----------------------- | -------------------------------- | ------------------------------ | --------------- |
| 1               | Mo, 13. Januar      | Sat.1           | 1,77 Mio.                 | --                      | 0,84 Mio.                        | 9,5 %                          | [ 18 ]          |
| 2               | Mo, 20. Januar      | Sat.1           | 1,22 Mio.                 | --                      | 0,42 Mio.                        | 4,6 %                          | [ 19 ]          |
| 3               | Mo, 27. Januar      | Sat.1           | 0,88 Mio.                 | --                      | 0,42 Mio.                        | 4,7 %                          | [ 20 ]          |
| 1 2 3 4         | So, 8. März         | Sixx            | 0,05 - 0,14 Mio.          | 0,4 % 0,6 % 0,9 % 1,0 % | 0,01 - 0,07 Mio.                 | 0,7 % 0,4 % 0,8 % 0,5 %        | [ 21 ]          |